# حسام (طبس)
حسام، روستاییی از توابع بخش مرکزی شهرستان طبس در استان خراسان جنوبی ایران است.۰

## جمعیت
این روستا در دهستان منتظریه قرار دارد و براساس سرشماری مرکز آمار ایران در سال ۱۳۸۵، جمعیت آن زیر سه خانوار بوده‌است.